# Gonoda
Gonoda (en rus: Гонода) és un poble del Daguestan, a Rússia, que el 2019 tenia 1.609 habitants. Pertany al districte rural de Gunib.